# Elexacaftor
Elexacaftor é um medicamento que atua como corretor do regulador de condutância transmembrana da fibrose cística (CFTR).
Está disponível em um único comprimido com ivacaftor e tezacaftor; a combinação de dose fixa, elexacaftor/tezacaftor/ivacaftor [en] (nome comercial: Trikafta), é usada para tratar pessoas com fibrose cística que são homozigotas para a mutação f508del. Essa combinação foi aprovada para uso médico nos Estados Unidos em 2019.
A combinação de dose fixa elexacaftor/tezacaftor/ivacaftor (Kaftrio) foi aprovada para uso médico na União Europeia em agosto de 2020, para o tratamento da fibrose cística.

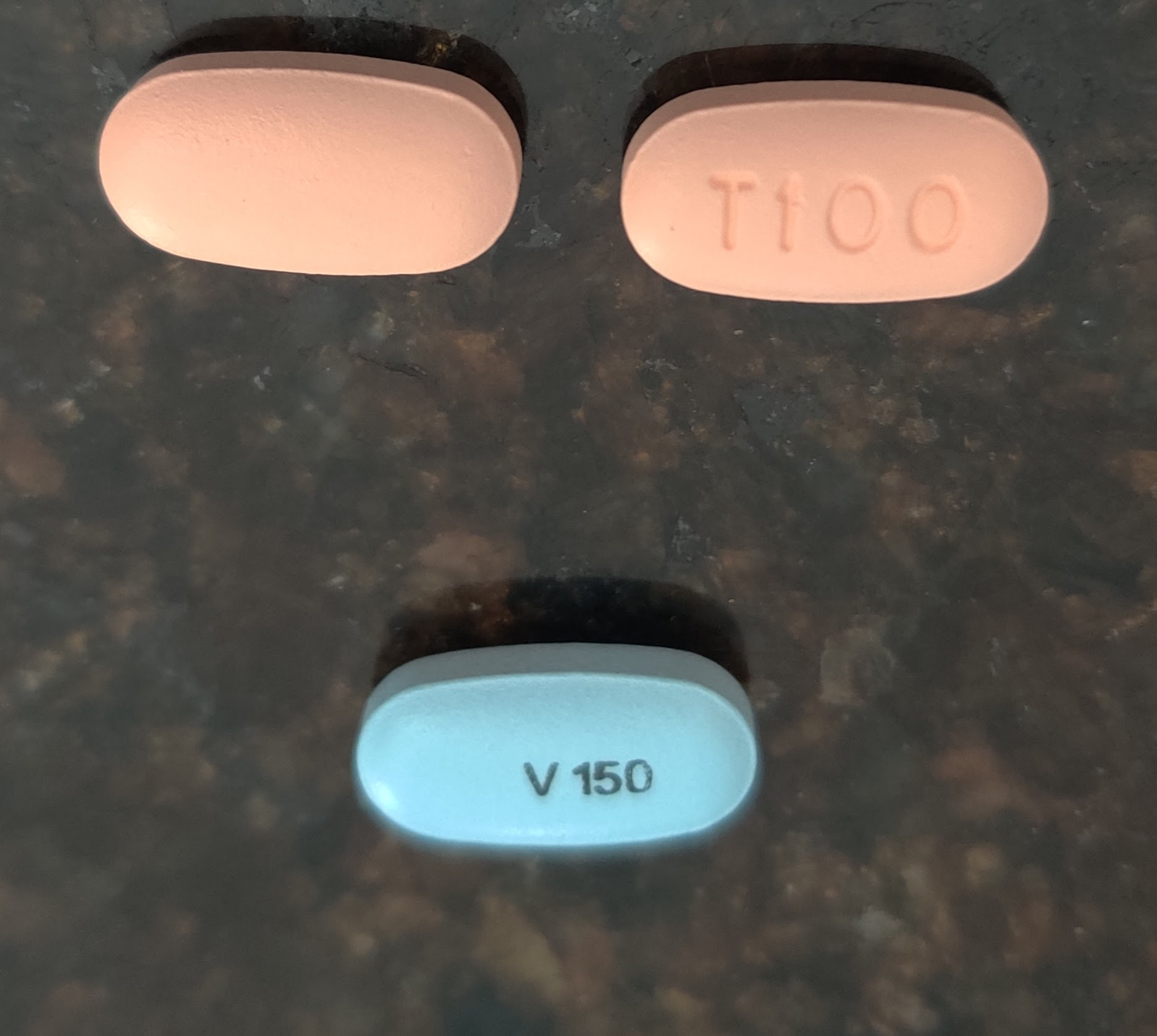
Elexacaftor
